# Dasyhelea unguistylus
Dasyhelea unguistylus är en tvåvingeart som beskrevs av Remm 1972. Dasyhelea unguistylus ingår i släktet Dasyhelea och familjen svidknott. Inga underarter finns listade i Catalogue of Life.